# Ludwik Wenski
Ludwik Wenski (ur. 4 sierpnia 1882 w Izdbach, zm. 2 października 1939 w Kościanie) – wielkopolski kupiec, działacz gospodarczy, społeczny i sportowy, powstaniec wielkopolski, zamordowany przez Niemców po wybuchu II wojny światowej.

## Życiorys
Początkowo mieszkał we Wschowie. Brał udział w powstaniu wielkopolskim. 7 stycznia
1919 został przez władze niemieckie internowany w obozie w Żaganiu. Po odzyskaniu przez Polskę niepodległości Wschowa przypadła Niemcom, przeniósł się do Leszna, gdzie założył przedsiębiorstwo „Wenski – Labatzki” (jego wspólnik, Herman Labatzki, był Niemcem). Był również wspólnikiem w spółce spedycyjno-handlowej z Paulem Oelsnerem, a od 1920 – jej samodzielnym właścicielem. Od 1926 mieszkał w Kościanie. Tam razem z rodziną zamieszkał w domu przy ul. św. Ducha.
Sprawował funkcję naczelnika koła Polskiego Towarzystwa Gimnastycznego „Sokół” w Kościanie. W latach 30. XX wieku był także prezesem Stowarzyszenia Hurtowników Branży Kolonialnej na Polskę Zachodnią, wchodzącego w skład Związku Towarzystw Kupieckich. Od 1926 do 1930 sprawował funkcję prezesa Polskiego Klubu Kręglarskiego "Jedność" w Kościanie. W 1936 był także członkiem poznańskiego kupieckiego komitetu zbiórki na Fundusz Obrony Narodowej oraz wiceprezesem kościańskiego Towarzystwa Kupców.
Po wybuchu II wojny światowej postanowił ewakuować się wraz z rodziną do Lublina, gdzie znajdowała się filia jego firmy. Zatrzymany przez Niemców w okolicach Sochaczewa (miejscowość Rybno) i odesłany przez nich do Kościana. Został rozstrzelany pod ścianą ratusza na polecenie landrata kościańskiego przez Wehrmacht. Egzekucji dokonano w odwecie za zamordowanie volksdeutscha Rauscha w Nietążkowie koło Śmigla i podpalenie stodoły innego Niemca. W wyroku sądu doraźnego grupy operacyjnej niemieckiej policji bezpieczeństwa pod przewodnictwem SS-Sturmbannführera Gerharda Flescha, Wenski określony został jako „przewodniczący Związku Sokołów, zły, nienawidzący Niemców”. Ciało Wenskiego, podobnie jak i pozostałych ofiar tej zbrodni, trafiło do zbiorowej mogiły na cmentarzu zakładu psychiatrycznego w Kościanie.

## Rodzina
Był mężem Cecylii Marianny z domu Piątkowskiej (1893–1959). Miał z nią dwanaścioro dzieci:
- Urszulę Marię Magdalenę (1914–1984),
- Marię Franciszkę (1916–1996),
- Cecylię Ludwikę (1918–2001),
- Mariana (1920– 2018),
- Stefana Ludwika Karola (1921–1981),
- Czesława Ludwika Ignacego (1923–2006),
- Edwarda Ludwika (1924–2013),
- Tadeusza Stanisława Ludwika (1926–2004),
- Ludwika Jana Alfonsa (1928–2018),
- ks. dr. Jana Ludwika (1930–2011),
- Witolda Jędrzeja Ludwika (1932–2007),
- Ignacego Jerzego Aleksandra (1933–1941).

## Upamiętnienie

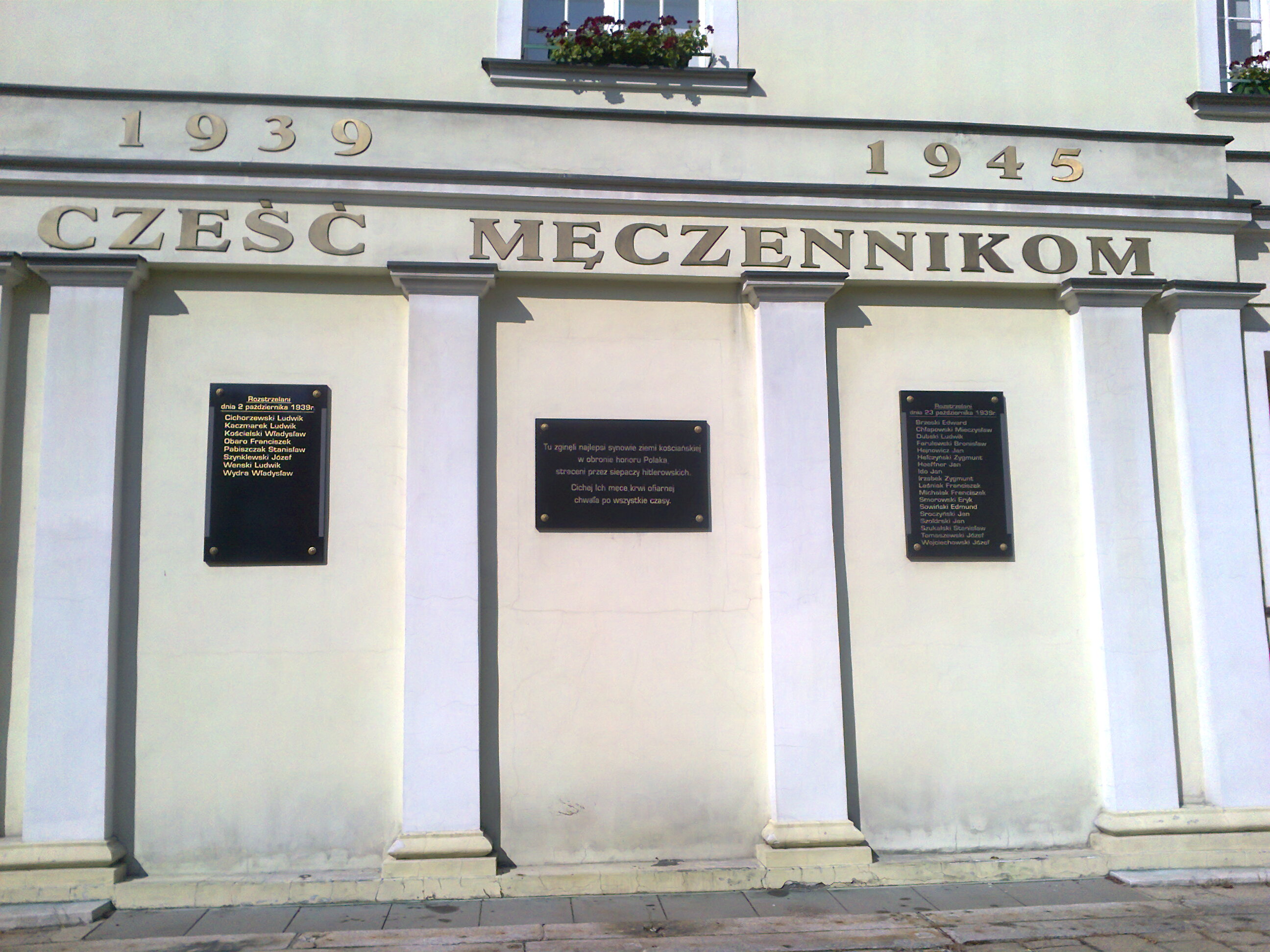
Miejsce egzekucji w Kościanie z 2 i 23 października 1939 - ściana miejscowego ratusza. Nazwisko Ludwika Wenskiego wymienione jest wśród ofiar na pamiątkowej tablicy.

W 1999 przy ulicy Świętego Ducha w Kościanie odsłonięto obelisk upamiętniający Ludwika Wenskiego. Tablica osadzona na pomniku informuje, iż był on naczelnikiem kościańskiego „Sokoła” i o rozstrzelaniu go przez Niemców. 
Nazwisko Wenskiego znajduje się także na jednej z tablic na ścianie kościańskiego ratusza, oddających cześć męczennikom - ofiarom II wojny światowej, rozstrzelanym podczas publicznych egzekucji 2 i 23 października 1939.